# Ла-Гард (Изер)
Ла-Гард (фр. La Garde) — коммуна во Франции, находится в регионе Рона — Альпы. Департамент коммуны — Изер. Входит в состав кантона Ле-Бур-д’Уазан. Округ коммуны — Гренобль.
Код INSEE коммуны — 38177. Население коммуны на 1999 год составляло 66 человек. Населённый пункт находится на высоте от 715 до 1859 метров над уровнем моря. Муниципалитет расположен на расстоянии около 510 км юго-восточнее Парижа, 125 км юго-восточнее Лиона, 29 км юго-восточнее Гренобля. Мэр коммуны — Pierre Gandit, мандат действует на протяжении 2001—2008 гг.
Динамика населения (INSEE):